# فرودگاه صحرای ارتشی مارشال
فرودگاه صحرای ارتشی مارشال (به انگلیسی: Marshall Army Airfield) یک فرودگاه نظامی و غیرنظامی است . این فرودگاه در کشور ایالات متحده آمریکا قرار دارد .